# Wilhelm Tacke
Wilhelm Tacke (* 28. August 1938 in Verl) ist ein deutscher Pädagoge, Historiker und Schriftsteller in Bremen.

## Biografie
Tacke absolvierte sein Abitur in Wiedenbrück in Nordrhein-Westfalen. Er studierte Pädagogik an der Pädagogischen Hochschule in Paderborn.
Er war seit 1962 als Lehrer an der St.-Marien-Schule in Bremen–Walle tätig. Von 1969 bis 1974 war er Lehrer an der Deutschen Schule der Borromäerinnen in Alexandria. 1977 wurde er Schulleiter der katholischen St.-Joseph-Schule in Bremen-Oslebshausen und 1982 Schulleiter der katholischen St.-Marien-Schule in Bremen-Walle. Von 1987 bis 2008 wirkte er als Referent für Öffentlichkeitsarbeit des katholischen Gemeindeverbandes in Bremen. Tacke ist als Historiker und Heimatforscher in vielen Bereichen schriftstellerisch tätig. Seit dem Frühjahr 2017 arbeitet er als Dozent in der Akademie für Weiterbildung der Universität Bremen und bei der Universität der 3. Generation der AWO mit. Seine Themen sind hauptsächlich Bremensien, die katholische Kirchengeschichte Bremens u. a. m.
Tacke wohnt in Bremen, ist verheiratet und hat eine Tochter.

## Mitgliedschaften
Von 1978 bis 2008 war Tacke freier Mitarbeiter des Osnabrücker Kirchenboten. Er vertrat die katholische Kirche von 1982 bis 2008 im Rundfunkrat von Radio Bremen und war dort von 1985 bis 1996 Vorsitzender des Hörfunkausschusses für Pädagogische Sendungen und Jugendfunk und von 1996 bis 2008 Vorsitzender des Fernsehausschusses. Von 1988 bis 2013 war er der katholische Vorsitzende der Gesellschaft für christlich-jüdische Zusammenarbeit in Bremen und gleichzeitig deren Geschäftsführer. Seit 1994 ist Vorsitzer des Vereins für Niedersächsisches Volkstum, Bremer Heimatbund. Als Vorsitzer war er bis 2011 auch Mitglied im Bundesrat för Nedderdüütsch, auf Hochdeutsch: im Bundesrat für Niederdeutsch. Seit 1985 ist er Mitglied im Rotary-Club Bremen-Roland. Er war von 1995 bis 1996 dessen Präsident. Seit 1989 ist er Mitglied in der Bremer Ansgar-Gilde. Er war 1993 und 1994 sowie von 2016 bis 2018  Vorsitzender. Seit 1990 ist er Mitglied der Niedersachsenrunde von 1900. Seit 2010 ist er deren „Häuptling“. Außerdem vertrat er bis 2011 die Katholische Kirche im Denkmalrat und ist noch Mitglied im Kuratorium des Dom-Museums wie in der Gesellschaft für Bremische Kirchengeschichte.

## Ehrungen
- 2016: Komtur mit Stern des Päpstlichen Silvesterordens[2]
- 2020: Bundesverdienstkreuz am Bande

## Schriften
- Der Bleikeller im Dom zu Bremen oder der Dachdecker, der kein Dachdecker war. Johann Heinrich Döll Verlag, Bremen 1985, ISBN 3-88808-029-0.
- Anno Tobak – Ratsherren, Raufbolde und Erzbischöfe – Geschichten vom Bremer Marktplatz, Bremen 1986, ISBN 3-88808-036-3.
- Bremer und Hamburger Kirchengeschichte von 787–1072. In: Carsten Miesegaes (Hrsg.): Aufzeichnungen von Adam von Bremen. Schünemannverlag, Bremen 1987, ISBN 3-7961-1787-2.
- Seine Herrlichkeit verfällt der Fäulnis und den Würmern – Ein mittelalterlicher Streit – ausgetragen mit dem Schnitzmesser – Anmerkungen zu zwei Wappen an Wange 8 der Reste des Chorgestühls in der Bremer St.-Petri-Domkirche. Hospitium Ecclesiae, Bd. 15, 1987, ISBN 3-920699-90-4.
- Fremde aufnehmen – 125 Jahre St. Godehard in Bremen-Hemelingen. Donat, Bremen 1988, ISBN 3-924444-43-9.
- Laßt uns nicht nur in der Kirche Gemeinde sein, 50 Jahre St. Georg Bremen-Horn. Selbstverlag, Bremen 1995, OCLC 245702492.
- Rund um St. Johann. In: Jahrbuch des Vereins für Niedersächsisches Volkstum. Bremen 1995.
- Das Bremer Nikolaus-Laufen. In: Jahrbuch der Vereinigung für Niedersächsches Volkstum. Bremen 1996.
- Klöster in Bremen. Über 800 Jahre Konfessionsgeschichte der Freien Hansestadt Bremen. Edition Temmen, Bremen 2005, ISBN 3-86108-545-3.
- St. Johann in Bremen. Edition Temmen, Bremen 2006, ISBN 3-86108-583-6.
- Der Bleikeller am St. Petri Dom zu Bremen. In: DKV-Kunstführer. Bd. 360, Deutscher Kunstverlag, 2006, ISBN 3-422-02021-7.
- Pastoren in Bremen. Lebensbilder aus dem 19. und 20. Jahrhundert. Hrsg. Detlev Gross, Edition Temmen, Bremen 2007, ISBN 978-3-86108-596-6.
- Von „Mutters Verein“ zum „Sozialdienst katholischer Frauen“ in Bremen 1910–2010. Selbstverlag des Sozialdiensts katholischer Frauen, Bremen 2010.
- Weihrauch, Monstranz und Baldachin  – Fronleichnam in Bremen – Ein Stück bremische Konfessionsgeschichte. Selbstverlag 2011.
- Das Neue Rathaus in Bremen: Wie kommt der Sündenfall über das Portal? Edition Temmen, Bremen 2013, ISBN 978-3-8378-1040-0.
- Bei der Windmühle fing alles an – 150 Jahre St. Joseph/St. Godehard-Gemeinde in Bremen-Hemelingen. Selbstverlag 2013.
- 50 Jahre St. Laurentius, Gartenstadt Vahr – Die abwechslungsreiche Geschichte einer Diasporagemeinde aus der Zeit des Konzils. Selbstverlag St. Raphael, 2013.
- Kurze Geschichte der Propsteikirche St. Johann in Bremen. In: Denkmalpflege in Bremen. Bd. 11: Mittelalterliche Kirchen. Bremen 2014, S. 54–70.
- 60 Jahre Ansgar-Gilde Bremen – Die Geschichte eines katholischen Freundeskreises. Selbstverlag der Ansgar-Gilde, Bremen 2014.
- Geschichte des Vereins für Niedersächsisches Volkstum von 1904. Selbstverlag, Bremen 2016.
- Die Mär von den toleranten Bremern – oder der weite Weg zu Toleranz, Respekt und Ökumene in der Freien Hansestadt Bremen. Bremen 2016, ISBN 978-3-8378-1049-3.
- Geschichte der St.-Antonius-Gemeinde. Selbstverlag St. Raphael-Gemeinde, Bremen 2017, ISBN 978-3-00-058626-2.
- Das ehemalige Postamt 1, der Kaisersaal und das Landherrn-Amt. Jb. d. Ver. f. Nieders. Volkstum - Bremen. Heimatbund, 80. Jg. 2018, Heft 145.
- "Hilf mir, es selbst zu tun." Vom St.-Johannis-Waisenhaus zur St. Johannis Kinder- und Jugendhilfe. Eine Chronik von 1844 bis 2019. Bremen 2019, ISBN 978-3-00-064304-0.

Mitarbeit bei
- Das Bremer Nikolauslaufen – „Welche papistische Torheit hier seit einigen Jahren abgeschaffet ist“. In: Feste und Bräuche in Bremen – Beiträge zur Kultur- und Sozialgeschichte der Hansestadt. Jahrbuch 1999/2000, Wittheit zu Bremen.
- Das Rathaus und seine Nachbarn. In: Aus Bremens reicher Geschichte: Kirchen, Museen und Gerichte. Band II, Bremen 2006, ISBN 3-89757-353-9.
- Pastoren in Bremen., Detlev Gross (Hg.), Bremen 2007.
- Der Fisch auf dem Dach. Andreas Mertin und Andreas Quade (Hg.), Bremen 2009.
- Niedersächsisches Klosterbuch. Josef Dolle (Hg.) Bielefeld 2012.
- Eva-Maria Bast, Tobias Meyer: Bremer Geheimnisse – 50 spannende Geschichten aus der Hansestadt. Bremen 2016.
- Verein für Niedersächsisches Volkstum. In: Bürgersinn und Vereinskultur, Jahrbuch der Wittheit zu Bremen 2014–2017. Edition Falkenberg, Bremen 2018, ISBN 978-3-95494-149-0, S. 72–90.
- Ottmar Hinz - Wilhelm Tacke: Hosianna, altes Haus! Engel im Bremer Stadtbild, Edition Temmen, Bremen 2024